# Lemahjaya
Lemahjaya is een bestuurslaag in het regentschap Banjarnegara van de provincie Midden-Java, Indonesië. Lemahjaya telt 4746 inwoners (volkstelling 2010).